# Новицький Софроній Терентійович
Софро́ній Тере́нтійович Нови́цький (24 березня 1892 — 8 квітня 1957) — доктор медичних наук (з 1938 року), завідувач кафедри оперативної хірургії та топографічної анатомії Київського медичного інституту (у 1945–1957 роках).

## Біографія

Могила Софронія Новицького

Народився 24 березня 1892 року. В 1922 році закінчив Київський медичний інститут (учень професора І. О. Зав'ялова). В 1936 році захистив дисертацію на тему «Перелом шейки бедра у взрослых». В 1938–1941 роках очолював кафедру оперативної хірургії з топографічною анатомією Вінницького медичного інституту. З 1942 року — завідувач кафедри оперативної хірургії Ташкентського медичного інституту. Після німецько-радянської війни також завідував кафедрою онкології Київського інституту удосконалення лікарів.
Помер 8 квітня 1957 року. Похований у Києві на Байковому кладовищі.

## Наукова діяльність
Наукові праці з питань травматології, онкології, загальної хірургії. Вивчав анатомію кульшового суглоба.